# Sommer-Paralympics 2012/Teilnehmer (Island)
| stlisierte Goldmedaille | stlisierte Silbermedaille | stlisierte Bronzemedaille |
| ----------------------- | ------------------------- | ------------------------- |
| 1                       | —                         | —                         |

Island entsendete zu den Paralympischen Sommerspielen 2012 in London eine aus vier Sportlern bestehende Mannschaft – jeweils zwei Frauen und zwei Männer. Einziger Medaillengewinner war der Schwimmer Jón Margeir Sverrisson, der mit einer Zeit von 1:59,62 min über 200 Meter Freistil einen neuen Weltrekord in seiner Klasse (S14) aufstellte und so den Sieg davontrug.
Fahnenträger bei der Eröffnungsfeier war der Leichtathlet Helgi Sveinsson.

## Medaillen
| Medaille | Teilnehmer             | Disziplin | Wettbewerb             | Datum             |
| -------- | ---------------------- | --------- | ---------------------- | ----------------- |
| Gold     | Jón Margeir Sverrisson | Schwimmen | 200 Meter Freistil S14 | 2. September 2012 |

## Teilnehmer nach Sportart

### Leichtathletik
Frauen:
- Matthildur Þorsteinsdóttir

Männer:
- Helgi Sveinsson

### Schwimmen
Frauen:
- Kolbrún Alda Stefánsdóttir

Männer:
- Jón Margeir Sverrisson